# Xenorhina tumulus
Xenorhina tumulus es una especie de anfibios de la familia Microhylidae.

## Distribución geográfica
Es endémica de Nueva Guinea (Papúa Nueva Guinea).